# Нимичкасы
Нимичкасы́ (чув. Нимӗчкасси) — деревня в Красноармейском муниципальном округе Чувашской Республики.

## География
Находится в северной части Чувашии, на расстоянии приблизительно 8 км на юго-восток по прямой от районного центра села Красноармейское.

## История
Известна с XVIII века как околоток села Алманчино. В 1858 году было учтено 34 двора и 162 жителя, в 1906 — 72 двора и 332 жителя, в 1926 — 85 дворов, 363 жителя, в 1939—450 жителей, в 1979—449. В 2002 году было 117 дворов, в 2010 — 88 домохозяйств. В 1930 году был образован колхоз «Нимич», в 2010 году действовал СХПК «Гигант». До 2021 года входила в состав Алманчинского сельского поселения до его упразднения.

## Население
Постоянное население составляло 262 человека (чуваши 98 %) в 2002 году, 195 в 2010.